# Hua (Anyang)
Hua (chinesisch 滑县, Pinyin Huá Xiàn) ist ein Kreis in der chinesischen Provinz Henan. Er gehört zum Verwaltungsgebiet der bezirksfreien Stadt Anyang im Norden der Provinz. Die Fläche beträgt 1.814 Quadratkilometer und die Einwohnerzahl 1.071.000 (Stand: Ende 2018)
Die Pagode des Mingfu-Tempels (Mingfu si ta 明福寺塔) steht seit 2001 auf der Liste der Denkmäler der Volksrepublik China.